# Marsupenaeus japonicus
Marsupenaeus japonicus és una espècie crustaci decàpode del subordre Dendrobranchiata. Es troba de forma natural a les badies i els mars indopacífics, però també ha arribat al Mar Mediterrani per la migració lessepsiana. És una de les espècies de llagostí més importants econòmicament.

## Descripció
Els mascles de M. japonicus poden arribar a fer 17 cm de llargada i les femelles 27 cm i una massa de 130 grams, essent una de les espècies més grosses dels Penaeidae. El seu cos és pàl·lid amb bandes marrons. El seu rostrum porta 8–10 espines dalt i 1–2 sota.

## Ecologia
M. japonicus viu en badies i mars interiors, particularment on hi ha corrents oceànics. És nocturn i roman enterrat dins el substrat durant el dia. Els seus predadors inclouen peixos ossis i cartilaginosos.

## Distribució
La distribució natural del M. japonicus va des de la costa d'Àfrica oriental i el Mar Roig a Fiji i Japó.
M. japonicus ha entrat a la mar mediterrània a través del canal de Suez.